# Henicopernis infuscatus
El abejero negro o milano de Nueva Bretaña (Henicopernis infuscatus) es una especie de ave accipitriforme de la familia Accipitridae endémica de Papua Nueva Guinea. 

## Distribución y hábitat
Sus hábitats naturales son los bosques tropicales tanto montanos como de tierras bajas de la isla de Nueva Bretaña. Está en peligro debido a la pérdida de su hábitat.